# Austrocedrus
Austrocedrus is de botanische naam van een geslacht uit de cipresfamilie (Cupressaceae). Het is een monotypisch geslacht, de enige soort is Austrocedrus chilensis.